# Яунде
Яунде (на френски: Yaoundé) е столицата на Камерун, административен център на Централната провинция и на департамента Мфунди. С около 2 440 000 жители (2012) той е 2-рият по население град в страната след Дуала.

## География
Градът е разположен на 726 m надморска височина в централната част на страната в Южнокамерунското плато, на 190 km североизточно от бреговете на Гвинейския залив и на 170 km северно от границата с Република Конго.

## История
Яунде е основан около 1888 година от немски изследователи след споразумение с местните жители и получава името на един от клановете на етническата група фанг. Германците започват да използват селището за износ на каучук и слонова кост срещу дрехи и желязо. През 1895 година в Яунде е създаден постоянен германски военен гарнизон, след което е основана католическа мисия с училище в днешното предградие Мволие.
По време на Първата световна война Яунде е завзет от белгийски войски, а след войната става административен център на Френски Камерун – подмандатна територия, после колония на Франция. Докато пристанището Дуала остава главният стопански център на страната, Яунде има по-скоро административен характер, като значението му нараства след политическите безредици по крайбрежието през 1957 година. След създаването на независим Камерун през 1960 година градът става столица на новата държава.

## Икономика
В основата на икономиката на Яунде са държавната администрация и чуждестранните дипломатически представителства. С тях се свързва относително високият жизнен стандарт и ниво на безопасност в града, в сравнение с останалите части на страната.
Развита е леката промишленост – основно се произвеждат цигари, млечни продукти, бира, изделия от дърво, глина и стъкло. Яунде е регионален център на търговията с кафе, какао, копра (сушена ядка от кокосов орех), захарна тръстика и естествен каучук. Със земеделие се занимават и много от жителите на самия град, като според оценки в него се отглеждат „50 хиляди прасета и над милион кокошки“.

## Инфраструктура
През 2010 година общината на Яунде започва програма за намаляване на наводненията, заливащи града 15 до 20 пъти в годината и засягащи живота на до 100 хиляди жители всеки път. През следващите няколко години честотата на наводненията е намалена до 3 на година, а случаите на свързани със замърсената вода заболявания, като коремен тиф и малария, намаляват наполовина. Нова програма за подобряване на санитарната инфраструктура, финансирана с външни кредити, трябва да завърши през 2017 година.

## Известни личности
Родени в Яунде
- Марсел Еламе (р. 1982), футболист
- Роже Мила (р. 1952), футболист
- Бреел Емболо (р. 1997), футболист

Починали в Яунде
- Фердинан Ойоно (1929 – 2010), писател и политик